# Paolo Supino
Paolo Supino (Pisa, 25 novembre 1893 – Roma, 1973) è stato un generale italiano, considerato, insieme ad Amedeo Mecozzi, uno dei massimi teorici nazionali della guerra fredda e della strategia globale.

## Biografia
Nacque a Pisa il 25 novembre 1893, figlio di Raffaele e Elena Galligo. Arruolatosi nel Regio Esercito ne scalò la gerarchia militare, fino ad arrivare al grado di colonnello, ottenuto il 26 luglio 1938. Ebreo, con l’approvazione delle leggi razziali, avvenuta nel novembre dello stesso anno, fu posto in congedo assoluto a partire dal 31 dicembre.
Laureatosi in ingegneria, nel dopoguerra rientrò nei ranghi dell’esercito italiano, divenendo uno dei massimi teorici nazionali della guerra fredda e della strategia globale. Ricoprì gli incarichi di Comandante delle Scuole d’Applicazione d’Arma,  della Scuola di guerra dell'esercito e della Divisione corazzata "Centauro". Fu promosso generale di divisione nel 1954, poco dopo la sua messa in posizione ausiliaria, e ricoprì anche gli incarichi di Capo di Gabinetto del Ministero della guerra e poi di quello della Difesa e fu il primo Segretario generale dell’Esercito.
Sposato con Emma Esdra, la coppia ebbe tre figli. Si spense a Roma nel 1973.

### La nuova strategia militare italiana
Tra il 1951 e il 1965 scrisse numerose opere di carattere militare, e pubblicò numerosi articoli sulla Rivista Militare collaborando anche con l’Enciclopedia Treccani. Il suo pensiero prevedeva due aspetti considerati fondamentali: una precisa soluzione di continuità tra strategia classica e strategia globale nucleare, e la possibilità di razionalizzare la guerra, riducendo il previsto spazio tra lasciato all’imprevisto e a tutti i fattori non quantificabili. Se nella guerra fredda assumeva importanza la “strategia della minaccia” che mirava ad ottenere la dissuasione, altrettanta ne assumeva la preparazione che diventava decisiva. Se una nuova guerra convenzionale avrebbe nuovamente ridotto l’Europa ad un cumulo di macerie, altrettanto, e più rapidamente, l’avrebbe fatto una guerra nucleare. Pertanto si sarebbe dovuto ricorrere a tutte le strategie possibili che non prevedevano l'uso delle armi, ma non si doveva disarmare completamente la nazione e disporre di un valido strumento militare che prevedeva validi armamenti convenzionali e anche armi nucleari. Inoltre la mobilitazione in caso di guerra di grandi contingenti di uomini era da considerarsi superata, in quanto le vie di comunicazione sarebbero state tra gli obiettivi primari del nemico e lo spirito combattivo dei soldati mobilitati sarebbe stato da considerarsi, quanto meno, incerto. Il conflitto sarebbe iniziato con le stesse forze disponibili in tempo di pace, e si doveva disporre di un esercito formato da volontari ben armati ed addestrati, con elevata prontezza operativa, grande mobilità supportata dall’aviazione militare da trasporto e da combattimento. L’impiego dell’aeronautica non doveva essere subalterno a quello delle forze terrestri, ma si doveva operare in completa sintonia mediante una completa strategia interforze.

## Pubblicazioni
- Considerazioni sulla battaglia moderna, Edizioni Rivista Militare, Roma, 1951.
- Aspetti della guerra moderna, Edizioni Rivista Militare, Roma, 1952.
- Problemi dell’esercito, capi, quadri, specializzati, Collezione Gladio, Roma, 1954.[8]
- Saggi sulla ricerca operativa e sull’automazione, Arti Grafiche Istituto Editoriale, Roma, 1958.
- Dalla strategia classica alle nuove strategie, Edizioni Rivista Militare, Roma, 1962.
- Strategia globale, Editrice Frusinate, Frosinone, 1965.

### Articoli
- I campi minati tedeschi e alleati nella testa di sbarco di Anzio, in Rivista Militare, Ministero della Difesa – Esercito, Roma, anno IV, n. 7, luglio 1948.
- Carri armati e strade ordinarie, in Rivista Militare, Ministero della Difesa – Esercito, Roma, anno IV, n. 11, novembre 1948.
- La preparazione dei quadri presso gli eserciti moderni, in Rivista Militare, Ministero della Difesa – Esercito, Roma, anno VII, n. 2, febbraio 1951.
- Carichi eccezionali per strutture ordinarie con particolare riguardo alle opere d’arte delle strade ordinarie, Atti e rassegna tecnica della Società degli Ingegneri e degli Architetti di Torino, Nuova Serie, Torino, Anno 7, numero 6, giugno 1953.
- I parametri della concezione strategica, in Rivista militare, Ministero della Difesa – Esercito, Roma, anno XIII, n. 2, febbraio 1957.

### Annotazioni
1. ↑  Tra gli ufficiali posti in congedo ricordiamo Umberto Beer, Giorgio Morpurgo, Umberto Pugliese, Ettore Ascoli, Giorgio Liuzzi, Daniele Pescarolo, ecc.
2. ↑  Tale razionalizzazione era già prevista nel pensiero militare di Antoine de Jomini e di Nicola Marselli.

### Fonti
1. 1 2 3 4  Pavan, Schwarz 2001, p. 167.
2. 1 2  Rossi 2003, p. 10.
3. 1 2  Carichi eccezionali per strutture ordinarie con particolare riguardo alle opere d’arte delle strade ordinarie, Atti e rassegna tecnica della Società degli Ingegneri e degli Architetti di Torino, Nuova Serie, Torino, Anno 7, numero 6, giugno 1953, pag.220.
4. 1 2  Biagini, Alberini 2001, p. 205.
5. 1 2 3 4 5 6  Corsini 2011, p. 47.
6. 1 2 3 4 5 6 7 8 9  Biagini, Alberini 2001, p. 206.
7. 1 2  Biagini, Alberini 2001, p. 207.
8. ↑  Corsini 2011, p. 42.

### Periodici
- Gualtiero Corsini, Riflessioni sui marescialli, in Rivista Militare, n. 4, Roma, Ministero della Difesa, ottobre-novembre-dicembre 2011,  pp. 42-47.